# 신명중학교 (충북)
신명중학교(新明中學校)는 대한민국 충청북도 충주시 엄정면 용산리에 위치한 사립 중학교이다.

## 학교 연혁
- 1949년 11월 11일 : 학교법인 신명학원 설립인가
- 1952년 4월 17일 : 신명중학교 설립인가
- 1952년 5월 1일 : 초대 민건식 교장 취임
- 1954년 9월 : 현 위치로 교사 신축 이전
- 1964년 : 2층으로 교사 신축
- 1964년 12월 9일 : 신명중학교 15학급 인가
- 1960년 : 1960년대 후반 후관 신축
- 1990년 8월 22일 : 현재 교사 완공
- 2012년 9월 17일 : 축구부 창단
- 2013년 12월 23일 : Wee클래스 구축
- 2023년 3월 1일 : 제18대 신우진 교장 취임
- 2024년 1월 8일 : 제72회 졸업 28명(총졸업생 10,190명)
- 2024년 3월 4일 : 입학식 18명

## 참고 자료
- 신명중학교 - 한국교육학술정보원 학교알리미